# 메틸페니데이트
메틸페니데이트(methylphenidate, MPH)는 주의력결핍 과다행동장애(ADHD)와 기면증의 치료제로서 승인된 중추신경계 각성제이다. 속방형 제제인 메디키넷(Medikinet), 페니드와 페로스핀을 비롯한, 장용성 서방형 제제인 콘서타(Concerta)와 메타데이트, 리탈린(Ritalin)이라는 상표명으로도 잘 알려져 있다.
메틸페니데이트는 가장 흔히 처방되는 각성제로써 중추신경계의 활동을 증가시킨다. 메틸페니데이트는 뇌의 모노아민 수송체에 작용하여 도파민과 노르에피네프린의 재흡수를 억제하는 것(NDRI)으로 추정된다. 메틸페니데이트의 구조는 암페타민과 비슷하며 의존 위험성은 비슷하거나 더 낮은 것으로 알려져 있다.

## 의료적 사용
ADHD의 약제로 널리 쓰이며 증상에 따라 투여량을 조절할 수 있다. 많은 연구에 의해 단기 투여의 안전성과 효과성이 뒷받침되며, 장기 복용은 많은 ADHD 환자의 증상 개선과 치료에 도움을 주는 것으로 조사된다.
흔한 부작용으로 불면증, 식욕부진, 불안, 체중감소 등이 있을 수 있으며, 드물게 정신증 유발, 알레르기 반응, 성기능장애, 약물남용 등이 보고된다. 또한 6세 미만의 아동에 대해서는 안전성이 확립되지 않았으므로 사용을 금하여야 한다. 메틸페니데이트 부작용이 우려되거나 효과가 없을 경우 대체약제인 아토목세틴을 사용한다.
일반적인 항우울제에 반응을 보이지 않는 우울장애의 치료에 사용되기도 한다. 심한 기면증의 1차 약제로 사용되기도 하며 각성 및 수면욕 감소 등 효과를 보인다.

## 약리 작용
1989년에 허가된 페니드(환인제약)와 2007년에 허가된 페로스핀(명인제약)의 경우 속방형 제제로 지속시간이 비교적 짧다.
더욱이, 콘서타(한국얀센)를 비롯한 메디키넷(명인제약), 메타데이트(환인제약), 비스펜틴은 위산에 의한 불활성화를 막기 위해 장에서 용출되는 장용성 서방형 제제이다. 하루 한 번 복용으로 약효가 12시간 지속되며 페니드와 페로스핀에 비해 약효가 비교적 길기 때문에, 캡슐을 까거나 씹어서 복용하면 약효가 떨어진다.

## 부작용
메틸페니데이트의 투약시 발생하는 몇몇 부작용은 복용시부터 형성되는 기간에 오남용으로 인해 나타나기 때문에 의학적이고 임상적인 처방하에 사용되어야 하며 이에 따른 부작용을 관찰하여야 한다. 그러나, 장기 복용시의 결과에 대한 연구는 현재까지 충분하지 않다. 메틸페니데이트의 가장 흔한 부작용으로는 신경과민, 졸음, 불면증이 있다. 또한 아래와 같은 부작용의 사례가 보고된 바 있다.
- 두통
- 복통
- 불안
- 탈모
- 협심증
- 식욕 감퇴, 체중 감소
- 혈압과 심박의 변화
- 발한
- 구강 건조
- 현기증
- 운동성 장애
- 불쾌감 또는 행복감
- 의주감
- 과민증 (홍반, 발진, 두드러기)
- 피로
- 성욕의 변화
- 동공 팽창[11]
- 정신증 유발
- 성장장애

### 중독성
위험성은 비교적 낮으나 메틸페니데이트는 암페타민과 유사하게 신체적, 정신적 의존의 위험성이 내재되어 있다. 또한 알약으로 된 메틸페니데이트를 잘게 부수어 코로 흡입하거나 혈관에 주사할 경우에는 코카인과 비슷하게 작용하여 실제로 유사한 효과를 낸다. 이는 경구투여로 매우 많은 양을 복용했을 때의 효과와 같다. 심지어 도파민 D2 수용체에 작용하는 효과에 있어서는 메틸페니데이트가 코카인보다 더 크다.
현재 한국에서 메틸페니데이트는 오남용의 우려가 있는 향정신성의약품으로 엄연히 분류되어 있지만, 과거 흔히 '공부 잘하는 약'으로 오남용되기도 했으며 2010년 식품의약품안전처의 조사 결과 성인 10명 중 2명이 불법으로 구매한 경험이 있는 것으로 나타나기도 했다.